# 陸仲安
陸仲安（？—？），民國初年中醫，喜歡用黃芪，人稱“陸黃芪”。1920年經馬幼漁介紹，曾為胡適醫治水腫病，“處方以黃芪四兩，黨參三兩為主”，胡適在1921年3月30日《題陸仲安秋室研經圖》記述了這件事的始末。1925年2月，陸仲安、唐堯欽、周樹芬三人共同治療孫中山的肝疾，陸仲安開的處方為：石斛3錢、人參3錢、萸肉3錢、寸冬4錢、生地4錢、沙苑子3錢、沙參3錢、甘草2錢。